# Westerhovense Watermolen
De Westerhovense Watermolen was een watermolen op de Keersop bij Westerhoven. Ze werd gebruikt als korenmolen.
Reeds in 1228 werd melding van deze molen gemaakt. Dan wordt door de Sint-Jacobsabdij te Luik toestemming verleend om op deze plaats een molen op te richten.
Later is ze in bezit gekomen van de Abdij van Postel, maar in 1716 werden de bezittingen van deze abdij in beslag genomen door de overheid, die immers geen kerkelijke bezittingen wenste. In 1757 kwam de molen in het bezit van particulieren, namelijk de molenaarsfamilie Heuvelmans. In 1797 kwam ze in het bezit van de familie Aarts, en in 1805 werd ze aan de Gemeente Westerhoven verkocht, die de molen liet herstellen en deed verpachten.
In 1817 plaatste men een tweede paar stenen, voor het malen van boekweit. In 1837 kwam de molen in handen van de familie Keunen.
In 1892 werd een oliemolen toegevoegd. Het stampwerk werd echter met een stoommachine aangedreven, maar in 1917 werd de productie stopgezet. Het malen van koren gebeurde sindsdien met een dieselmotor. In 1950 stopte ook deze vorm van bedrijvigheid. De molenaar verkocht zijn maalvergunning aan de Boerenbond en trad daar in dienst. De molen werd gesloopt.
In 1972 werd de Keersop gekanaliseerd. Het molenwiel werd volgestort.

## Nabijgelegen watermolens
Stroomafwaarts vond men de Keersoppermolen op de Keersop. Stroomopwaarts zijn geen watermolens bekend.